# Винний соус

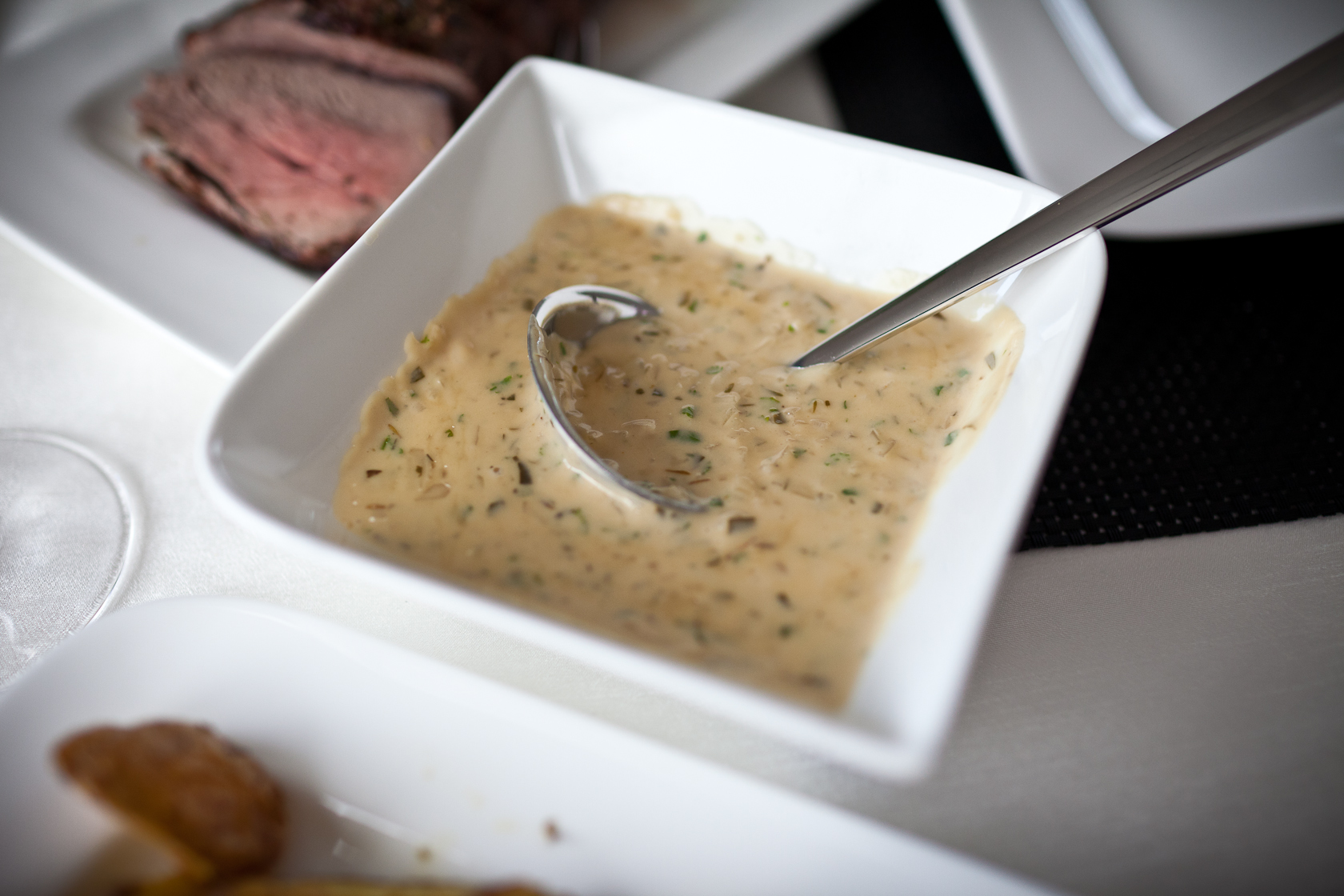
Соус з білого вина з яловичиною

Винний соус — це кулінарний соус, основним інгредієнтом якого є вино. Його нагрівають та змішують із бульйоном, вершковим маслом, спеціями, травами, цибулею, часником та іншими складниками. У приготуванні можуть використовувати різні види вина, зокрема червоне, біле або портвейн. Деякі варіанти готують методом уварювання. Існує кілька різновидів винних соусів, і їх додають до різних страв, зокрема з морепродуктами, птицею та яловичиною. Винні соуси традиційно асоціюються з французькою кухнею.

## Інгредієнти та приготування

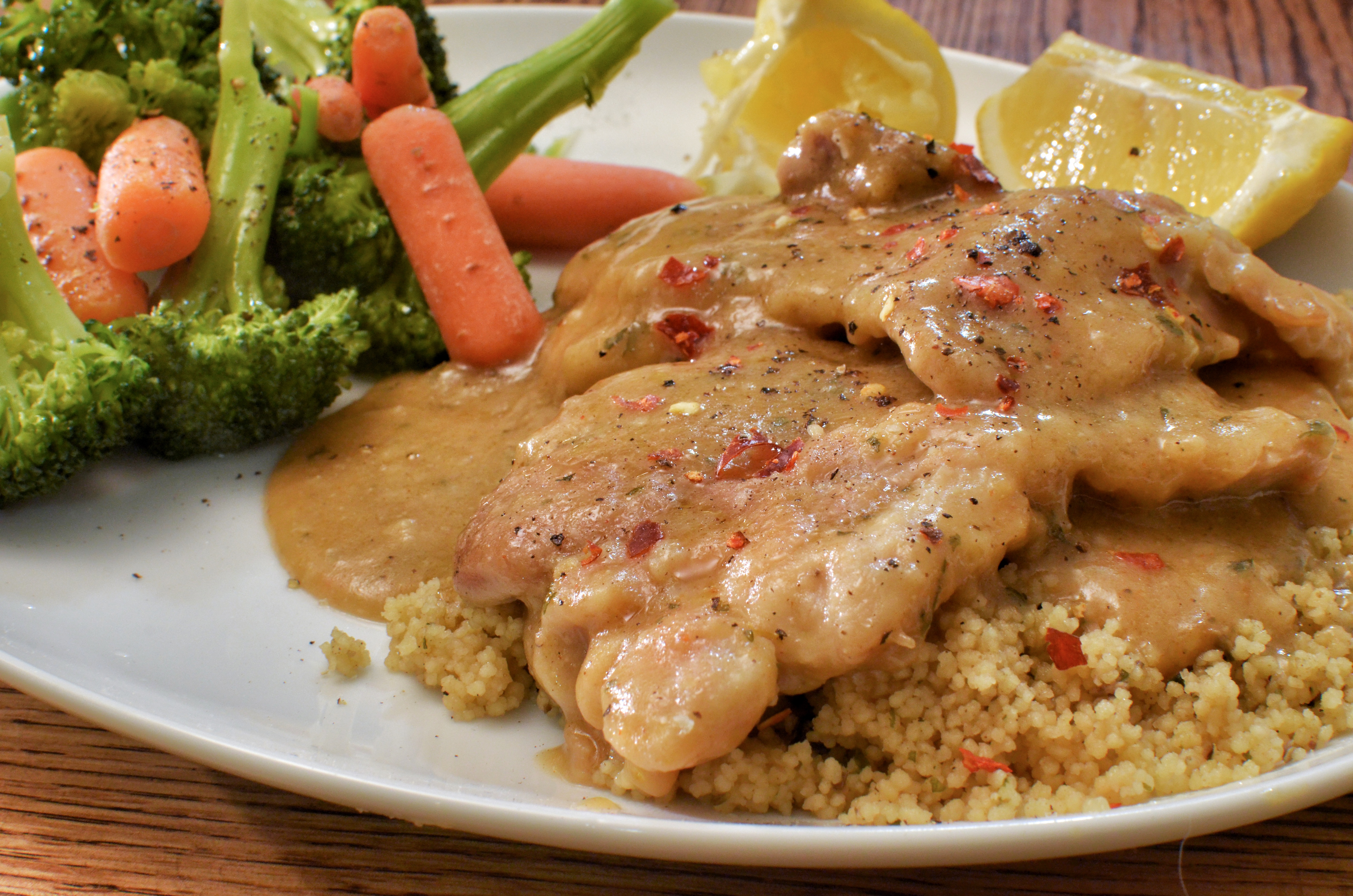
Курка у винному соусі з кускусом

Основним компонентом винного соусу є вино. Для його приготування можуть використовувати різні види вин, зокрема червоні, білі, бургундські та портвейн. Окрім вина, до складу соусу можуть входити бульйон, гриби, вершкове масло або креветкове масло, оцет, цибуля шалот, бугила, естрагон, спеції, цибуля, часник та інші інгредієнти. Деякі винні соуси готують методом уварювання, що може посилити їхній смак або зробити його більш виразним. Уварене вино використовують для приготування густіших винних соусів, тоді як ті, що не проходять цей процес, зазвичай залишаються рідкими. Деякі винні соуси мають кремову текстуру, що досягається додаванням вершків або молока.

## Різновиди
Існує кілька видів винних соусів, у яких основним інгредієнтом є вино.
- Пуаврад — французький винний соус, що готується на основі мирпуа, загущеного борошном і змоченого вином із додаванням невеликої кількості оцту. Він має насичений пряний смак завдяки великій кількості чорного перцю[5].
- Бургундський — французький соус на основі червоного вина з додаванням цибулі або шалоту.
- Бордельський — класичний французький соус, що готується з червоного вина, м'ясного глянцю або демігласу, вершкового масла, шалоту та кісткового мозку[en][6].
- Ліонський — французький соус, до складу якого входять біле вино, оцет та цибуля. Його часто подають до м'яса[7].

Деякі соуси, наприклад нормандський, використовують вино не як основний інгредієнт, а лише для надання аромату.

## Використання винного соусу

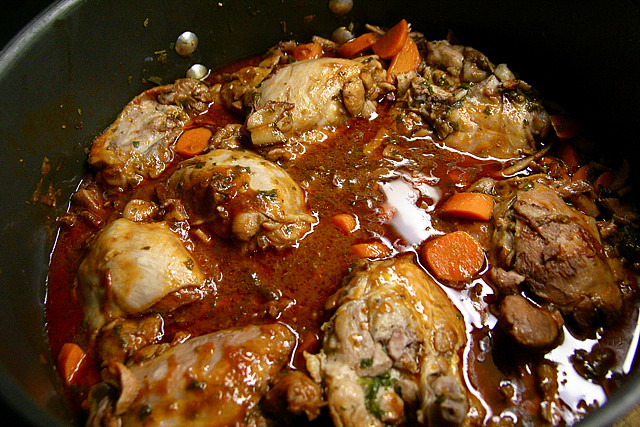
Півень у вині

Винний соус часто додають до страв із морепродуктів, зокрема страв із тунця та лосося. Соус із білого вина вважається класичним доповненням до риби. Його також використовують у стравах із птиці, наприклад, у стравах із курки та перепілки. Півень у вині — французька страва з курки, яку готують у винному соусі, використовуючи червоне або біле вино. Винний соус додають до різних м'ясних страв, зокрема з яловичини. Наприклад, швейцарський стейк іноді готують із винним соусом. Він також добре поєднується зі свининою, особливо зі стравами з вирізки або корейки. Окрім того, його використовують у стравах із кролика та деяких видів дичини. Винний соус можна застосовувати й у вегетаріанських стравах, додаючи їм вишуканого смаку.
Іноді винний соус слугує маринадом для морепродуктів. Наприклад, оселедець у винному соусі готують, замочуючи солоний оселедець у суміші оцту та вина. Для цього соусу оцет, вино, цибулю, цукор та спеції (лавровий лист, корицю, гвоздику, духмяний перець, імбир, мускатний горіх і чорний перець) кип'ятять, а потім залишають настоятися, щоб смаки поєдналися. Після цього соус проціджують і використовують для маринування оселедця.
Окрім готового соусу, інколи саме вино без додаткової обробки використовують як соус для страв. Його можуть поливати на десерти, наприклад, морозиво.